# Germagnat
Germagnat korábbi község (település) Franciaországban, Ain megyében. 2017. január 1-jén Chavannes-sur-Suran községgel egyesült és Nivigne et Suran új község része lett. Lakossága az egyesítéskor 804 fő volt.
Lakosainak száma 145 fő (2018. január 1.). Germagnat Chavannes-sur-Suran, Corveissiat, Pouillat, Aromas, Montfleur, Villeneuve-lès-Charnod és Aromas községekkel határos.

## Népesség
A település népességének változása:
| Lakosok száma | 113  | 105  | 90   | 86   | 92   | 146  | 149  | 144  | 144  | 145  |
|               | 1968 | 1975 | 1982 | 1990 | 1999 | 2011 | 2013 | 2015 | 2017 | 2018 |